# San Miguel de Corneja
San Miguel de Corneja è un comune spagnolo di 97 abitanti situato nella comunità autonoma di Castiglia e León.